# Catolicidade
Catolicidade (do grego καθολικότητα της εκκλησίας, "catolicismo da igreja") é um conceito pertencente a crenças e práticas amplamente aceitas em várias denominações cristãs, mais notavelmente aquelas que se descrevem como "católicas" de acordo com as Quatro Marcas da Igreja. Como expresso no Credo Niceno do Primeiro Concílio de Constantinopla em 381: "Creio em uma igreja santa, católica e apostólica".
Enquanto o termo catolicismo é mais comumente associado com a fé e as práticas da Igreja Católica liderada pelo papa em Roma, os traços de catolicidade e do termo "católico", também são reivindicados por outras denominações, como a Igreja Ortodoxa Oriental e a Igreja Assíria do Oriente. Também ocorre no luteranismo, no anglicanismo, bem como no catolicismo independente e em outras denominações cristãs. Embora as características usadas para definir a catolicidade, bem como o reconhecimento dessas características em outras denominações, varie entre esses grupos, tais atributos incluem sacramentos formais, uma política episcopal, a sucessão apostólica, o culto litúrgico altamente estruturado e outras eclesiologias compartilhadas. A Igreja Católica é também conhecida como a Igreja Católica Romana; o termo "católico romano" é usado especialmente em contextos ecumênicos e em países onde outras igrejas usam o termo católico, para distingui-lo dos significados mais amplos do termo.
Entre as tradições protestantes e afins, o termo "católico" é usado no sentido de indicar uma autocompreensão da continuidade da fé e da prática do cristianismo primitivo, conforme delineada no Credo de Niceia. Entre as denominações metodistas, luteranas, morávias e reformadas, o termo "católico" é usado na pretensão de serem "herdeiros da fé apostólica". Estas denominações consideram-se católicas, ensinando que o termo "designa o mainstream ortodoxo histórico do cristianismo cuja doutrina foi definida pelos concílios e credos ecumênicos" e como tal, a maioria dos reformados "apelou para esta tradição católica e acreditou que estavam em continuidade com ela."

## Interpretações denominacionais
O termo "católico" é comumente associado a toda a igreja liderada pelo Pontífice Romano, a Igreja Católica. Outras igrejas cristãs que usam a descrição "católico" incluem a Igreja Ortodoxa Oriental e outras igrejas que acreditam no episcopado histórico (bispos), como a Comunhão Anglicana. Muitos daqueles que aplicam o termo "Igreja Católica" a todos os cristãos se opõem ao uso do termo para designar o que eles veem como apenas uma igreja dentro do que eles entendem como a Igreja Católica "completa".

### Igreja Católica

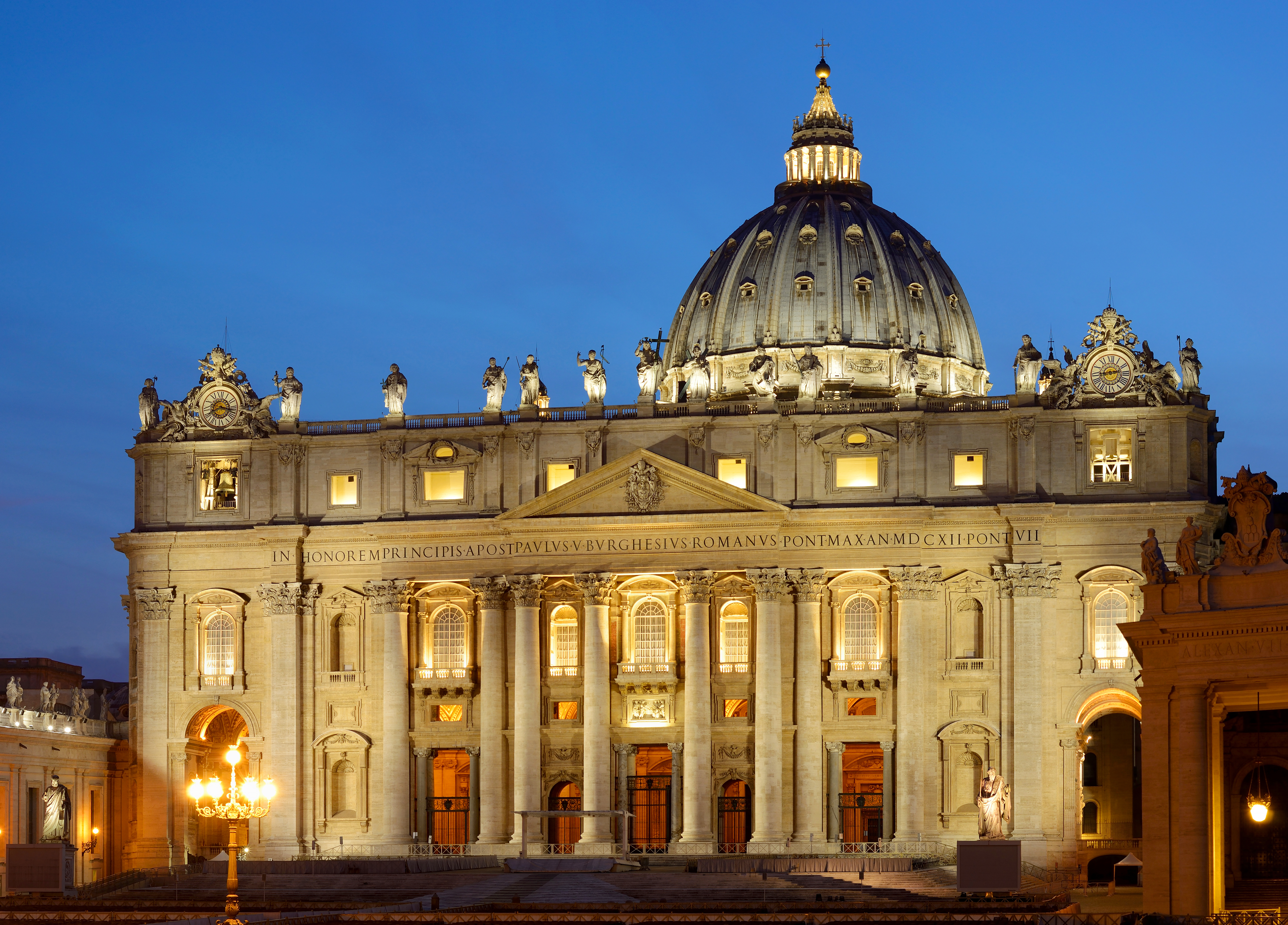
Basílica de São Pedro, no Vaticano.

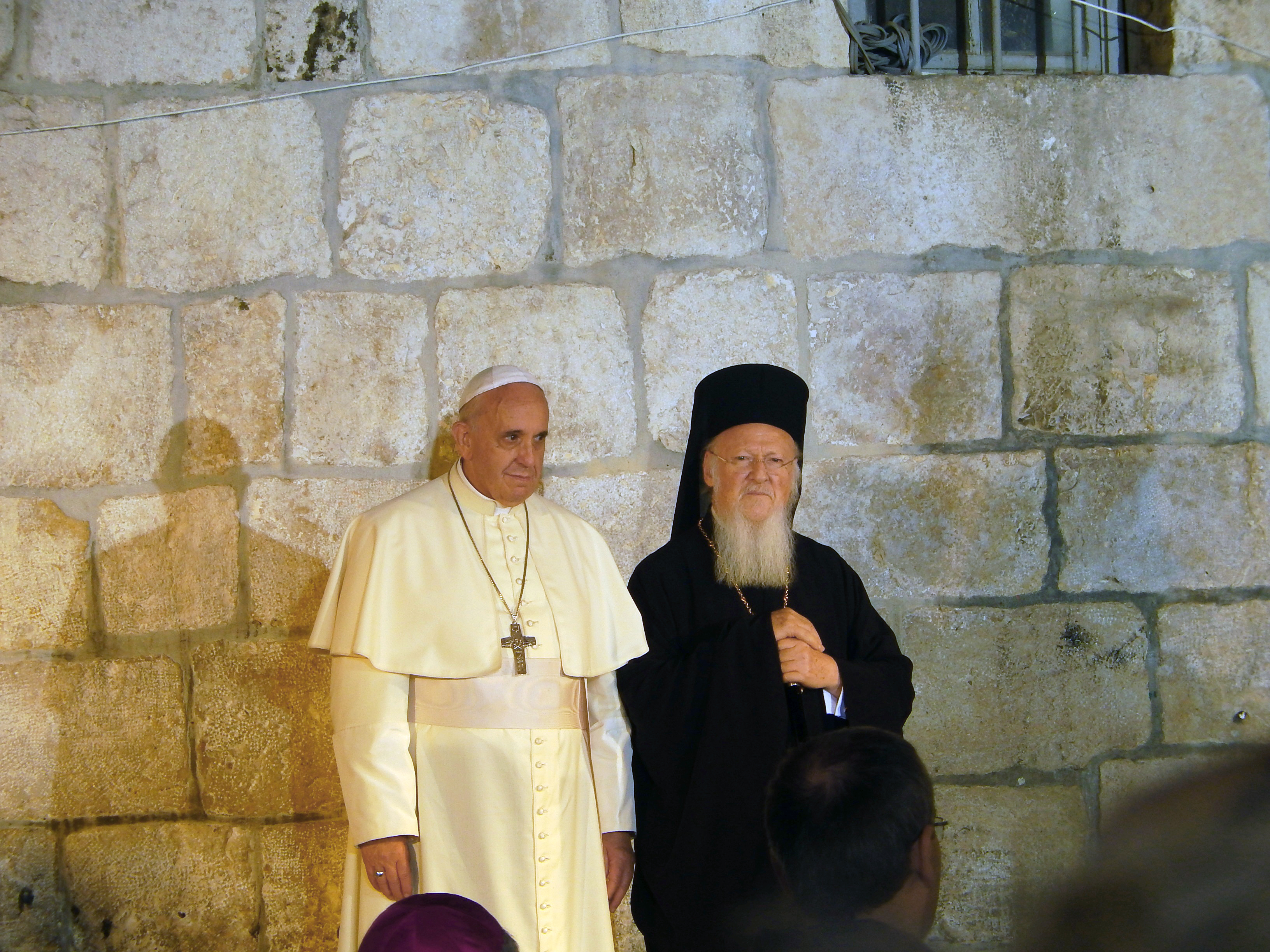
Papa Francisco reunido com Bartolomeu I de Constantinopla em Jerusalém.

A Igreja Católica, liderada pelo Bispo de Roma, geralmente se distingue das outras igrejas chamando-se de "católica", no entanto, também usa a descrição "católica romana". Mesmo à parte dos documentos elaborados em conjunto com outras igrejas, algumas vezes, em vista da posição central que atribui à Sé de Roma, adotou o adjetivo "Romano" para toda a igreja, tanto oriental quanto ocidental, como no papa. encíclicas Divini illius magistri e Humani generis. Outro exemplo é a sua autodescrição como "a Santa Igreja Católica Apostólica Romana" (ou, separando cada adjetivo, como a "Igreja Santa, Católica, Apostólica e Romana") na Constituição Dogmática de 24 de abril de 1870 sobre a fé católica do Primeiro Concílio do Vaticano. A Igreja Católica contemporânea sempre se considerou a histórica Igreja Católica e considera todos os outros como "não católicos". Esta prática é uma aplicação da crença de que nem todos que afirmam ser cristãos fazem parte da Igreja Católica, como Inácio de Antioquia, o mais antigo escritor conhecido a usar o termo "Igreja Católica", considerou que certos hereges que se chamavam cristãos somente pareciam como tal.
Em relação às relações com os cristãos orientais, o Papa Bento XVI declarou seu desejo de restaurar a plena unidade com os ortodoxos. A Igreja Católica Romana considera que quase todas as diferenças teológicas antigas foram satisfatoriamente abordadas (a Cláusula Filioque, a natureza do purgatório, etc.) e declarou que as diferenças nos costumes tradicionais, observâncias e disciplinas não são obstáculo para a unidade da Igreja.
Recentes esforços ecumênicos históricos por parte da Igreja Católica se concentraram em acabar com a ruptura entre as igrejas ocidental ("católica") e oriental ("ortodoxa"). O Papa João Paulo II falou com frequência de seu grande desejo de que a Igreja Católica "respirasse novamente com os dois pulmões", enfatizando assim que a Igreja Católica Romana busca restaurar a comunhão plena com as igrejas orientais que estão separadas.

### Ortodoxia

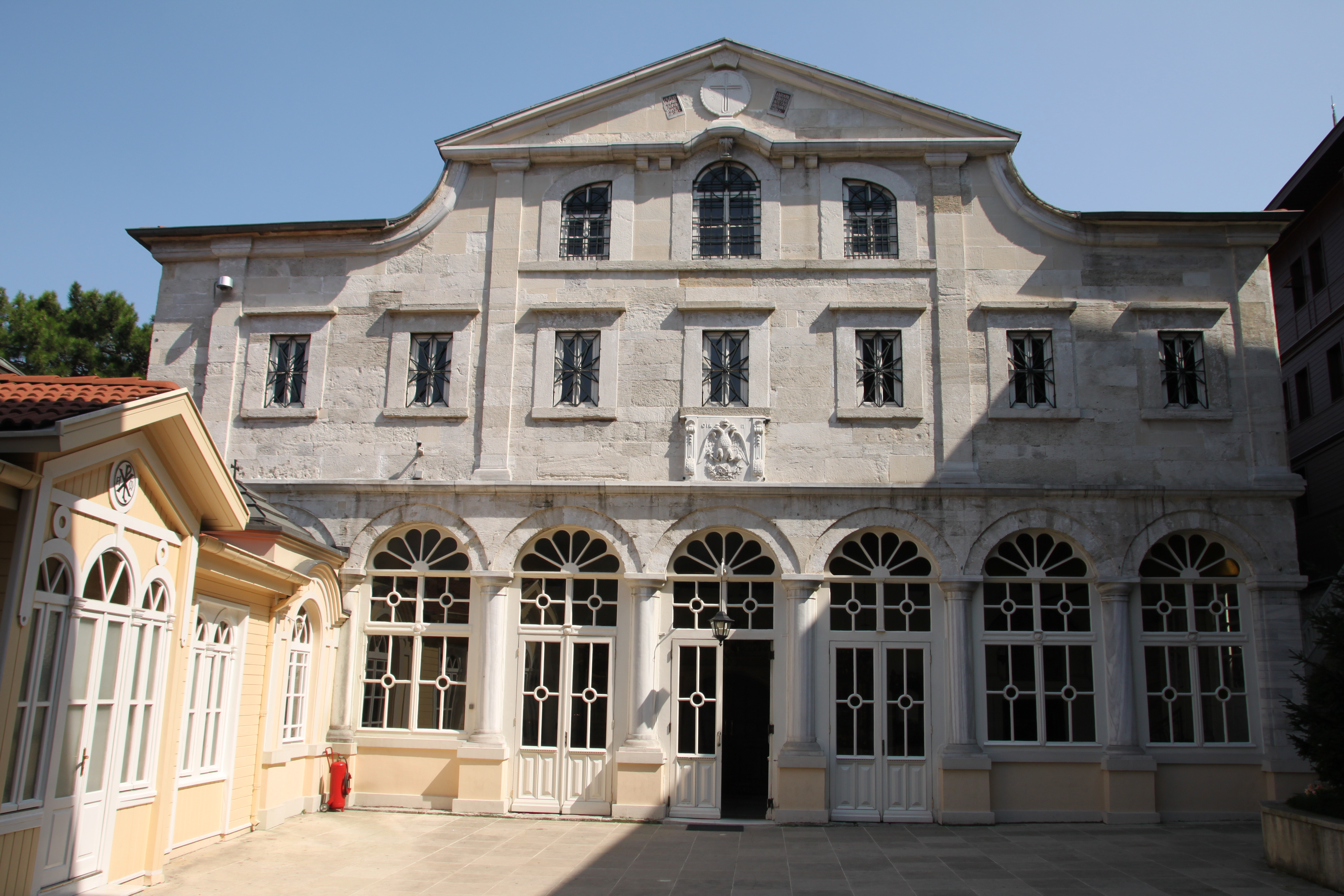
Catedral de São Jorge, em Istambul, a sede do Patriarcado Ecumênico de Constantinopla.

Todos os três ramos principais do cristianismo no Oriente (Igreja Ortodoxa, Igreja Ortodoxa Oriental e Igreja do Oriente) continuam a se identificar como católicos de acordo com as tradições apostólicas e o Credo Niceno. A Igreja Ortodoxa defende firmemente as antigas doutrinas da catolicidade ortodoxa oriental e comumente usa o termo católico, como no título de O Catecismo Mais Longo da Igreja Ortodoxa, Católica e Oriental. O mesmo acontece com a Igreja Ortodoxa Copta, que pertence à Ortodoxia Oriental e considera a sua comunhão como "a verdadeira Igreja do Senhor Jesus Cristo".

### Protestantismo

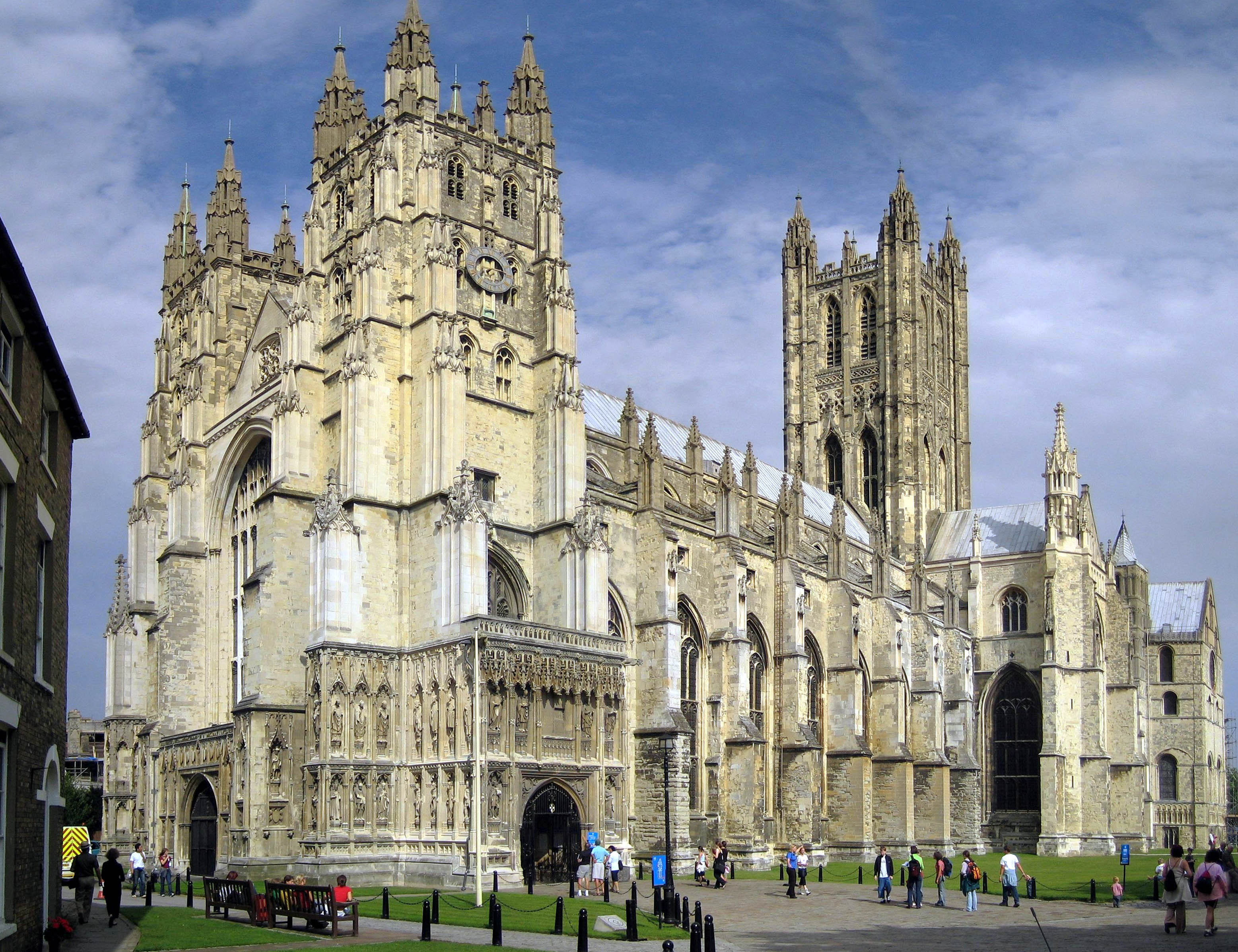
A Catedral de Canterbury é a igreja matriz da Igreja da Inglaterra, bem como um foco da Comunhão Anglicana.

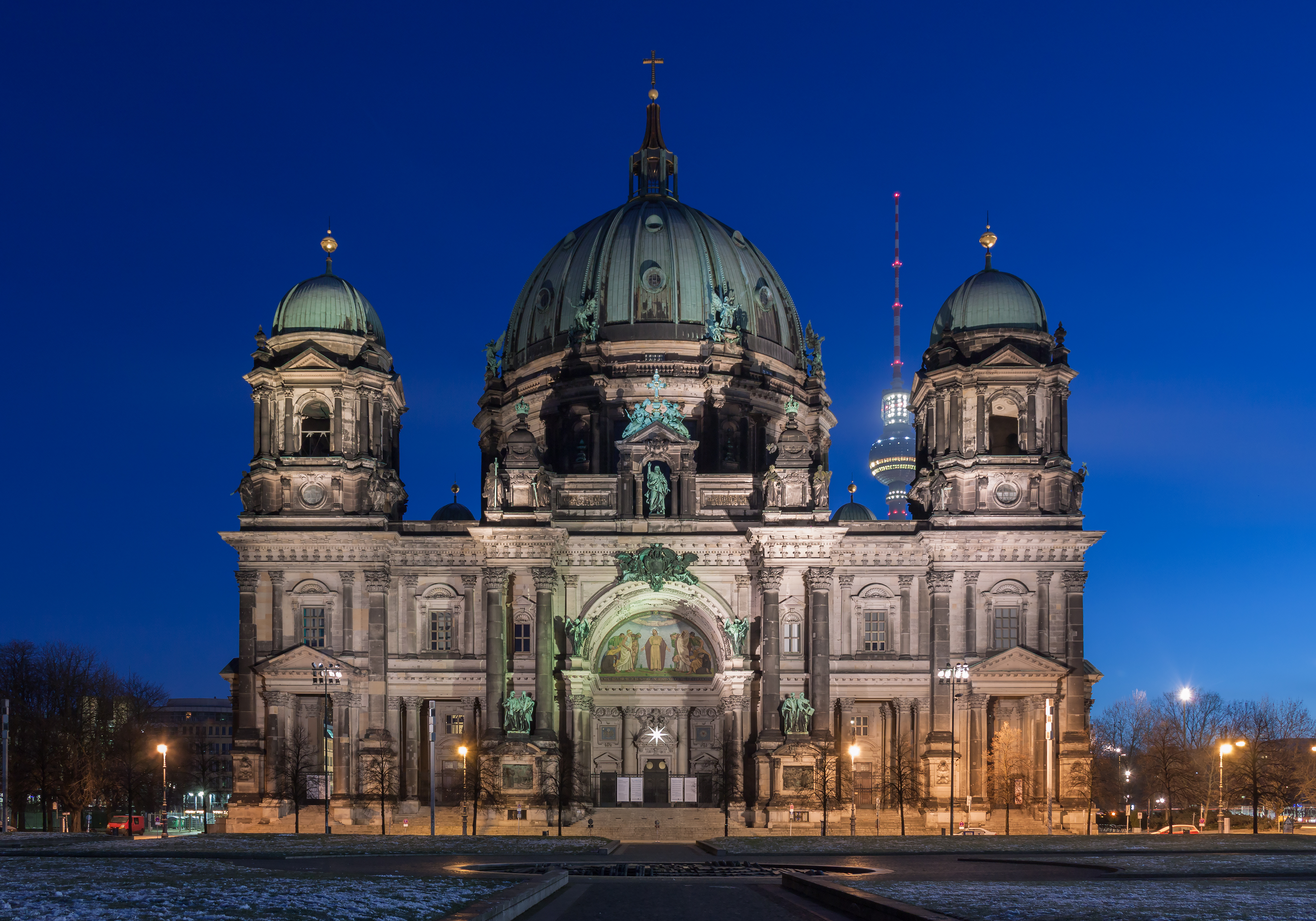
A Catedral de Berlim, maior igreja luterana do mundo

No protestantismo, o termo é usado também para significar aquelas igrejas cristãs que sustentam que seu episcopado pode ser traçado ininterruptamente de volta aos apóstolos e se consideram parte de um corpo católico (universal) de crentes. Entre aqueles que se consideram "católicos", mas não "católicos romanos", estão os anglicanos e os luteranos, que enfatizam que ambos são "católicos reformados".
Metodistas e presbiterianos também acreditam que suas denominações devem suas origens aos apóstolos e à igreja primitiva, mas não reivindicam a descendência de antigas estruturas eclesiais, como o episcopado. No entanto, ambas as igrejas afirmam que são parte da igreja católica (universal). De acordo com a Harper's Magazine:
As várias seitas protestantes não podem constituir uma igreja porque não têm inter-comunhão ... cada igreja protestante, seja metodista, batista ou o que for, está em perfeita comunhão consigo em toda parte como católica romana; e, a esse respeito, consequentemente, a Igreja Católica Romana não tem vantagem ou superioridade, exceto no ponto dos números. Como consequência adicional necessária, é claro que a Igreja Romana não é mais católica em nenhum sentido do que uma metodista ou uma batista.— Henry Mills Alden, Harper's Magazine, Volume 37, Edições 217-222.
Como tal, de acordo com um ponto de vista, para aqueles que "pertencem à Igreja", termos como "católico metodista", "católico presbiteriano" ou "católico batista" são tão apropriados quanto o termo "católico romano". De acordo com essa perspectiva, o termo "católico" significaria simplesmente o conjunto de crentes cristãos no mundo que concordam em suas visões religiosas e aceitam as mesmas formas eclesiásticas. Algumas igrejas protestantes, no entanto, evitam usar o termo completamente, preferindo a palavra "cristão" no lugar de "católico".

### Catolicismo independente

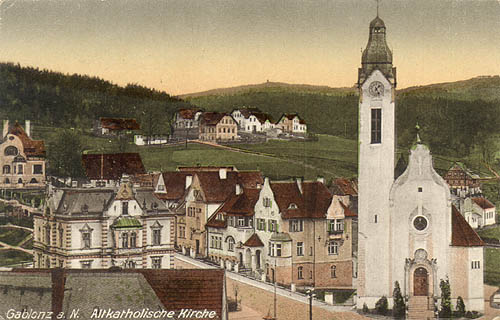
Velha Igreja Católica em Gablonz um der Neiße, Áustria-Hungria (agora Jablonec nad Nisou, República Checa).

Alguns católicos independentes aceitam que, entre os bispos, o de Roma é primus inter pares e sustentam que o conciliarismo é um teste necessário contra o ultramontanismo. Eles são, no entanto, por definição, não reconhecidos pela Igreja Católica. A Velha Igreja Católica, a Igreja Católica Liberal, a Igreja Católica Anglo-luterana, a Igreja Católica Apostólica, a Igreja Católica Apostólica Brasileira, a Igreja Independente das Filipinas, a Igreja Ortodoxa Africana, a Igreja Católica Nacional Polonesa e muitas outras igrejas católicas independentes, que surgiram direta ou indiretamente e têm crenças e práticas muito semelhantes ao catolicismo do rito latino, consideram-se "católicas" sem a plena comunhão com o bispo de Roma, cujo autoridade geralmente rejeitam. A Associação Patriótica Católica Chinesa, uma divisão do Escritório de Assuntos Religiosos da República Popular da China, exerce a supervisão estatal sobre os católicos da China continental, mantém uma posição semelhante, ao tentar, como com o budismo e o protestantismo, doutrinar e mobilizar para os objetivos do Partido Comunista da China.